# Quaglietta
Quaglietta è l'unica frazione di Calabritto in provincia di Avellino, nella valle del Sele.
Nel 1927 il comune autonomo di Quaglietta fu accorpato a quello di Calabritto, diventandone una sua frazione.

## Geografia fisica
L'abitato sorge su uno sperone roccioso posto fra il Monte Marzano e il Monte Boschetiello. Si trova sulla ex strada statale 91 della Valle del Sele, nel punto in cui parte la diramazione stradale per la vicina Senerchia (5 km) e sorge a ridosso del confine con la provincia di Salerno, precisamente con il comune di Valva.

## Storia
Feudo dei Rossi da Gesualdo, dei Senerchia, dei Marchesi di Santa Lucia "i De Vicariis", dei Nobilore, dei Baroni del Plato, dei D'Ayala-Valva, dei Viscido e di altre famiglie, rivestì notevole importanza grazie alla sua posizione strategica per il controllo della Valle del Sele. Simbolo dell'abitato è il possente castello normanno, attualmente ricostruito nella planimetria ma senza coperture.
Durante il regno di Napoli e il regno delle Due Sicilie fu un comune appartenente al distretto di Campagna, della provincia di Principato Citra. Con l'unità d'Italia fu comune e venne assegnato alla provincia di Avellino.
Nel 1928, il comune di Quaglietta fu soppresso e dopo il rifiuto di Senerchia, fu unito a quello di Calabritto.

## Monumenti e luoghi d'interesse
- Il castello con il suo borgo
- La chiesa di San Rocco (Sul portale di ingresso riporta la

data 1713)
- La chiesa della Madonna del Carmine, più recente
- La chiesa della Madonna delle Grazie in località Cantariello

## Infrastrutture e trasporti
- La mobilità è affidata, per i trasporti extraurbani, alla società Sita Sud.